# Sérgio Machado (político)
José Sérgio de Oliveira Machado mais conhecido por Sérgio Machado (Fortaleza, 18 de dezembro de 1946) é um ex-senador filiado ao Partido Liberal (PL) e atual empresário brasileiro, com atuação no Ceará. Foi presidente da Transpetro durante os governos Lula e Dilma Rousseff.
Ficou conhecido nacionalmente por ter feito gravações de áudio em que derrubou os ministros Romero Jucá (Planejamento) e Fabiano Silveira (Transparência) no início do governo interino de Michel Temer.

## Biografia
Nasceu em Fortaleza, Ceará, o mais velho dos cinco filhos de Expedito Machado da Ponte, que foi ministro no governo João Goulart e de Daisy de Oliveira Machado. É casado com Suely Firmeza Machado, sobrinha do ex-Parlamentar Pedro Firmeza, com quem teve quatro filhos.
Sérgio Machado se filiou ao PMDB em 1986 e iniciou sua trajetória política pelas mãos do então futuro governador do Ceará, Tasso Jereissati, quando foi coordenador da campanha. Após eleição de Jereissati, foi secretário de Governo de 1987 a 1990.
Este cargo o projetou para disputar vaga na Câmara dos Deputados do Brasil e se elegeu pelo Partido da Social Democracia Brasileira na legislatura de 1991 a 1994, quando renunciou mandato para se candidatar ao Senado Federal do Brasil e foi eleito senador no mesmo ano.
Durante o Governo FHC, tinha trânsito no PSDB e no PMDB no Senado. Tentou se eleger governador do Ceará em 2002, mas não foi eleito e terminou mandato em 2003. No mesmo ano, sob Governo Lula, se tornou presidente da Transpetro, por indicação política do PMDB para garantir apoio ao governo, por 11 anos.

## Atuação como deputado e senador
Na Câmara dos Deputados do Brasil foi vice-líder do PSDB em 1991; titular da comissão mista de planos, orçamentos públicos e fiscalização de 1991 a 1993. De 1991 a 1992 foi titular da comissão de economia, indústria e comércio; suplente da comissão de finanças e tributação no período de 1991 a 1994; titular da comissão de desenvolvimento urbano e interior entre 1993 e 1994; Primeiro-secretário da direção do PSDB de 1991 a 1994; segundo vice-presidente do PSDB em 1994. No senado, líder do PSDB. Membro titular das comissões: de educação, de fiscalização e controle, de constituição, justiça e cidadania; membro suplente da comissão de assuntos econômicos e assuntos sociais e da comissão representativa do Congresso Nacional.

## Controvérsias

### Delação
Após renunciar à presidência da Transpetro, em 2014, foi acusado de envolvimento no escândalo da Petrobras investigado pela Operação Lava Jato. Em maio de 2016, fechou acordo de delação premiada com a Procuradoria Geral da República em que detalha a sua participação no esquema de corrupção da estatal. O conteúdo dos seus depoimentos estão sob sigilo judicial.
Diálogos gravados por Sérgio Machado divulgados pela imprensa, derrubou um dos principais ministros do presidente da República, Michel Temer (PMDB), o senador Romero Jucá (PMDB), além do ministro Fabiano Silveira, como também outros áudios que implicam o ex-presidente do Senado, Renan Calheiros (PMDB-AL), o ex-presidente José Sarney (PMDB-AP).